# Concerto pour piano no 3 de Hummel
Pour les articles homonymes, voir Concerto pour piano (homonymie).
Le Concerto pour piano no 3 en si mineur, opus 89, est un concerto pour piano et orchestre de Johann Nepomuk Hummel. Composé à Vienne en 1819, il est joué la première fois, deux ans plus tard, en 1821.
Contrairement à son premier concerto en sol majeur, inspiré du classicisme mozartien, ce concerto est écrit, de la même manière que son concerto no 2 en la mineur, dans un style proto-romantique qui préfigure les développements musicaux futurs et a notamment influencé les compositeurs Frédéric Chopin et Felix Mendelssohn. Il est composé des trois mouvements classiques du concerto : rapide - lent - rapide, avec respectivement un allegro moderato, un larghetto et un vivace.

## Orchestration
Ce concerto demande un ensemble classique étoffé de trompettes et timbales supplémentaires non habituelles pour les concertos de cette période. Il demande le même effectif que pour son concerto no 2 en la mineur.
| Instrumentation du concerto pour piano en si mineur                  |
| Soliste                                                              |
| 1 piano                                                              |
| Cordes                                                               |
| premiers violons, seconds violons, altos, violoncelles, contrebasses |
| Bois                                                                 |
| 2 hautbois, 1 flûte, 2 clarinettes en la, 2 bassons                  |
| Cuivres                                                              |
| 4 cors en la, 2 trompettes                                           |
| Percussions                                                          |
| timbales                                                             |

## Structure
Ce concerto comporte trois mouvements qui suivent la forme classique.
1. Allegro moderato, à 
, en si mineur
2. Larghetto, à , en fa majeur
3. Finale : Vivace, à 
, en si mineur

Durée de l'interprétation : environ 35 minutes.
- Le premier mouvement s'ouvre sur le thème d'ouverture donné par les bois, alternativement par les clarinettes, hautbois et flûte :

- Toujours dans ce mouvement, la partie du piano soliste débute par une introduction grandiose improbable pour l'époque, qui n'est pas sans rappeler les futurs grands solos romantiques :